# Cymodocella eutylos
Cymodocella eutylos is een pissebeddensoort uit de familie van de Sphaeromatidae. De wetenschappelijke naam van de soort is voor het eerst geldig gepubliceerd in 1954 door Barnard.